# 경주 한국수력원자력 FC
경주 한국수력원자력 FC(Gyeongju Korea Hydro and Nuclear Power Football Club)는 대한민국 경상북도 경주시에 있는 축구 선수단이다. 한수원축구단이 운영하는 남자 세미프로 축구단이며, 1962년에 창단되었다. 경주시를 연고지로 하고 K3리그에 참가하고 있다.

## 역사
한국전력공사의 전신인 경성전기의 1945년 창단된 축구단을 모체로 하고 있어 연속성을 논외로 한다면 대전 한국철도 축구단에 이어 현존하는 두번째로 오래된 축구단이다. 연속성을 기준으로 재창단 연도로 따지면 대전 한국철도 축구단의 재창단 연도가 1961년 혹은 1962년 10월로 불분명하기 때문에 1962년 2월 재창단한 경주 한국수력원자력 축구단이 현존하는 가장 오래된 축구단이 될 수도 있다.
경성전기 축구단은 한국전쟁을 거치면서 해체된 것으로 추정되며 그 후 경성전기, 조선전업, 남선전기가 통합되어 1961년 7월 한국전력주식회사로 새로 출범하였는데 이듬해인 1962년 2월 한국전력에서 축구단을 재창단하였다.
한국전력 축구단이라는 명칭으로 각종 실업 축구 대회에 참가하였으며 그 후 2001년 한국전력공사에서 한국수력원자력이 분사했을 때 축구단을 이관하여 현재에 이르고 있다. 
한국수력원자력 본사가 경주로 이전함에 따라 2013년 2월 대전에서 경주로 연고지 이전을 확정하여 현재에 이르고 있다.

### 창단 연도에 대한 불확실성
과거 내셔널리그 홈페이지 및 한국수력원자력 측에서는 공식 창단 연도를 1945년이라고 공표하고 있지만 이 1945년이라는 연도가 공식적인 창단식을 했다거나 하는 명확한 근거자료에 의거해서 나온 연도는 아닌 것을 문의 결과 인정하였다. 즉 예전부터 1945년 창단했다는 말이 계속 내려오면서 전해진 것으로 명확한 근거자료가 남아 있지 않아 내셔널리그 연맹과 한국수력원자력 축구단에서도 조사중이다.
1945년이 나온 이유는 한국전력의 전신 회사들이 경성전기와 조선전업의 축구단 때문으로 이 두 회사의 축구단들이 1940년대에 전국축구선수권대회등에 참가하고 활동한 것은 맞지만 정확히 1945년에 창단되었다는 명확한 근거자료는 현재 발견할 수 없다. 
한편 공식 구단 소개에는 경성전기 축구단을 모체로 하고 있다고 공표하고 있는데 사실 조선전업 축구단이 1949년 제4회 전국축구선수권대회 우승 비롯 축구계 대원로 김용식도 활동하였고 경성전기 축구단보다 축구계에 더 큰 족적을 남겼는데 오직 경성전기 축구단만 모체로 인정하는 이유 역시명확한 설명이 없는 형편이다.
덧붙여 1945년에 경성전기 축구단이 창단되었더라도 그 축구단이 연속성있게 운영되어 현재의 경주 한국수력원자력 축구단으로 이어진 것이 절대 아니며, 또한 1945년 창단 연도 견해는 2010년대 이후 나온 견해로 2000년대까지는 축구계와 축구 언론 등에서 한국전력 축구단으로 재창단한 1962년이 창단 연도로 통용되었다.
결론적으로 현재 공표하고 있는 1945년 창단 연도는 외국의 유서 깊은 축구단처럼 1945년에 창단되어 현재까지 연속성있게 역사와 전통이 이어진 축구단으로 오해를 불러 일으키며, 이렇게 한번 해체 후 공백기를 가지고 재창단을 했던 축구단들의 경우 기준없이 축구단 마음대로 오랜 역사를 쓰고 싶은 구단은 모체 창단 연도를 사용하고, 서울 이랜드 FC처럼 신생구단임을 내세우고 싶은 구단은 후신 창단 연도를 사용하는 등 일관된 기준이 없어 논란을 일으키고 있다.

## 구단 연혁

### 경성전기 축구단, 조선전업 축구단 시절
- 1945년 (?) 경성전기 축구단과 조선전업 축구단 창단: 1961년 통합되어 한국전력주식회사가 되었던 경성전기와 조선전업 모두 축구단이 존재하였는데 어느 축구단이 먼저 창단된 것이고 어느 구단이 한국전력주식회사로 통합시까지 존재하였는지는 알려지지 않았다. 경주 한국수력원자력 축구단은 공식적으로 경성전기 축구단을 모체로 하고 있다고 발표하고 있는데 왜 경성전기 축구단만 모체로 인정하고 있느 이유 역시 알려진 것은 없다.

### 한국전력 시절
- 1962년 2월 3일 한국전력 축구단으로 재창단
- 1962년 제10회 대통령배 전국축구대회 우승
- 1962년 제16회 전국축구선수권대회 우승
- 1963년 제1회 춘계전국종별(일반,군,대학)리그 준우승
- 1965년 제2회 춘계전국실업대회 우승, 제19회 전국축구선수권대회 우승
- 1966년 제3회 춘계전국실업대회 준우승
- 1967년 제48회 전국체육대회 우승
- 1968년 제5회 추계전국실업연맹전 우승
- 1969년 제6회 춘계전국실업연맹전 우승
- 1982년 제8회 서울시 선수권대회 우승, 제37회 전국축구선수권대회 준우승
- 1990년 제22회 군/실업 축구대회 준우승
- 1992년 '92 추계실업연맹전 준우승
- 1993년 제41회 대통령배 전국대회 준우승, '93 추계실업연맹전 우승, 제25회 군/실업 축구대회 우승
- 1996년 '96 추계실업연맹전 준우승

### 한국수력원자력 시절
- 2001년 4월 2일 한국전력의 신규법인 한국수력원자력 설립과 더불어 축구팀도 이관하기로 함.
3월 제48회 대통령배 전국대회 3위, 7월 제11회 전국실업선수권대회 준우승, 10월 제82회 전국체육대회 3위, 11월 FA컵 선수권대회 16강 진출
- 2004년 K2 축구선수권대회 3위
- 2008년 7월 내셔널축구선수권대회 (구, 실업선수권대회) 우승
- 2009년 내셔널축구선수권대회 (구, 실업선수권대회) 준우승, 제90회 전국체육대회 준우승
- 2010년 한국 내셔널리그 전기리그 우승, 한국 내셔널리그 통합 준우승
- 2013년 대전광역시에서 경상북도 경주시로 연고지 이전,[10] 한국 내셔널리그 통합 준우승 (리그4위)
- 2017년 한국 내셔널리그 통합 우승

## 선수단

### 1군 선수단
2023년 2월 31일 기준

참고: FIFA 자격 규정에 따라 소속된 국가대표팀 국기를 표시합니다. 선수는 복수의 FIFA 비회원국 국적을 가지고 있을 수 있습니다.
| 번호 | 포지션 | 국적 | 이름   |
| ---- | ------ | ---- | ------ |
| 1    | GK     |      | 한승협 |
| 4    | DF     |      | 윤지혁 |
| 5    | DF     |      | 윤병권 |
| 6    | MF     |      | 고마츠 |
| 7    | FW     |      | 김정주 |
| 8    | MF     |      | 성봉재 |
| 9    | FW     |      | 레오   |
| 10   | FW     |      | 주한성 |
| 11   | FW     |      | 김현성 |
| 12   | MF     |      | 유종우 |
| 13   | MF     |      | 김정수 |
| 14   | FW     |      | 조우진 |
| 15   | MF     |      | 이현탁 |
| 16   | DF     |      | 장지성 |

| 번호 | 포지션 | 국적 | 이름                            |
| ---- | ------ | ---- | ------------------------------- |
| 17   | DF     |      | 지의수                          |
| 18   | MF     |      | 김재민                          |
| 19   | FW     |      | 김양우                          |
| 20   | FW     |      | 심재민                          |
| 21   | GK     |      | 김태홍                          |
| 22   | MF     |      | 김경훈                          |
| 23   | DF     |      | 정철웅 (전남 드래곤즈에서 임대) |
| 24   | DF     |      | 김한성                          |
| 25   | DF     |      | 김진혁                          |
| 26   | DF     |      | 김동우                          |
| 27   | DF     |      | 김영욱                          |
| 28   | MF     |      | 유지민                          |
| 29   | FW     |      | 김수성                          |
| 31   | GK     |      | 김도완                          |
| 33   | DF     |      | 서경주                          |
| 99   | FW     |      | 서동현                          |

## 기록과 통계

### 역대 성적
| 시즌 | 리그   | 리그      | FA컵 | ACL | 기타             |
| 시즌 | 디비전 | 순위      | FA컵 | ACL | 기타             |
| ---- | ------ | --------- | ---- | --- | ---------------- |
| 2003 | 2      | 전기: 10  | -    | -   | -                |
| 2003 | 2      | 후기: 10  | -    | -   | -                |
| 2004 | 2      | 전기: 4   | -    | -   | 리그컵: 4강      |
| 2004 | 2      | 후기: 8   | -    | -   | 리그컵: 4강      |
| 2005 | 2      | 전기: 10  | 16강 | -   | -                |
| 2005 | 2      | 후기: 11  | 16강 | -   | -                |
| 2006 | 2      | 전기: 9   | 32강 | -   | 리그컵: 8강      |
| 2006 | 2      | 후기: 9   | 32강 | -   | 리그컵: 8강      |
| 2007 | 2      | 전기: 5   | 26강 | -   | 리그컵: 조별리그 |
| 2007 | 2      | 후기: 10  | 26강 | -   | 리그컵: 조별리그 |
| 2008 | 2      | 8         | 32강 | -   | 리그컵: 우승     |
| 2009 | 2      | 11        | 32강 | -   | 리그컵: 준우승   |
| 2010 | 2      | 전기: 1   | 16강 | -   | 리그컵: 8강      |
| 2010 | 2      | 후기: 14  | 16강 | -   | 리그컵: 8강      |
| 2011 | 2      | 8         | 32강 | -   | 리그컵: 조별리그 |
| 2012 | 2      | 14        | 32강 | -   | 리그컵: 8강      |
| 2013 | 3      | 4         | 32강 | -   | 리그컵: 조별리그 |
| 2013 | 3      | P: 준우승 | 32강 | -   | 리그컵: 조별리그 |
| 2014 | 3      | 3         | 32강 | -   | 리그컵: 우승     |
| 2014 | 3      | P: PO     | 32강 | -   | 리그컵: 우승     |
| 2015 | 3      | 3         | 32강 | -   | 리그컵: 4강      |
| 2015 | 3      | P: 준우승 | 32강 | -   | 리그컵: 4강      |
| 2016 | 3      | 3         | 32강 | -   | 리그컵: 조별리그 |
| 2016 | 3      | P: PO     | 32강 | -   | 리그컵: 조별리그 |
| 2017 | 3      | 1         | 32강 | -   | 리그컵: 4강      |
| 2017 | 3      | P: 우승   | 32강 | -   | 리그컵: 4강      |
| 2018 | 3      | 1         | 16강 | -   | 리그컵: 준우승   |
| 2018 | 3      | P: 우승   | 16강 | -   | 리그컵: 준우승   |
| 2019 | 3      | 3         | 8강  | -   | 리그컵: 우승     |
| 2019 | 3      | P: 준우승 | 8강  | -   | 리그컵: 우승     |
| 2020 | 3      | 2         | 16강 | -   | -                |
| 2020 | 3      | P: 준우승 | 16강 | -   | -                |

- P: 리그 플레이오프(포스트시즌)

### 우승 기록
- 내셔널리그

우승 (2): 2017, 2018
- 내셔널축구선수권대회

우승 (2): 2008, 2014, 2019

## 클럽 역대 인물

### 역대 선수
- 고기구
- 허정무
- 최원권
- 김영후
- 김민재
- 서보원

-

### 감독 연혁
- 취임은 공식 취임식 일자이며 취임식이 없거나 미상인 경우 공식 선임 일자를 기재한다.

| 순번 | 이름   | 취임 | 사임 | 시즌      | 비고      |
| ---- | ------ | ---- | ---- | --------- | --------- |
| 1대  | 백금봉 |      |      |           | 초대 감독 |
| 2대  | 김득기 |      |      |           |           |
| 3대  | 유현철 |      |      | 1971-1995 |           |
| 4대  | 송광석 |      |      | 1996-2001 |           |
| 5대  | 배종우 |      |      | 2002-2011 |           |
| 6대  | 어용국 |      |      | 2011-2018 |           |
| 7대  | 서보원 |      |      | 2018-     |           |

## 참고 문헌
- “스포츠지원포털 등록 현황”. 대한체육회.
- “KFA 통합경기정보 시스템”. 대한축구협회.

## 같이 보기
- 한국수력원자력
- 경주 한국수력원자력 WFC